# 24 Heures du Mans 1981
Navigation
Édition précédente Édition suivante
Les 24 Heures du Mans 1981 sont la 49e édition de l'épreuve et se déroulent les 13 et 14 juin 1981 sur le circuit de la Sarthe. Cette course est la huitième manche du Championnat du monde des voitures de sport 1981 (WSC - World Sportscar Championship).

## Nombre de pilotes qualifiés pour la course
150 pilotes sont au départ de ces 24 Heures du Mans édition 1981. Anne-Charlotte Verney, la seule femme du plateau, participe ici pour la huitième fois de sa carrière.
| 49 Français  | 21 Britanniques | 20 Américains | 19 Allemands | 12 Italiens        |
| 9 Belges     | 4 Suisses       | 3 Irlandais   | 3 Japonais   | 2 Espagnols        |
| 1 Australien | 1 Autrichien    | 1 Canadien    | 1 Colombien  | 1 Liechtensteinois |
| 1 Marocain   | 1 Suédois       | 1 Vénézuélien |              |                    |

## Déroulement de la course

### Classements intermédiaires
| Pos. | Après la 1re heure | Après la 1re heure                                                      | Après 6 heures | Après 6 heures                                                                             | Après 12 heures | Après 12 heures                                                                 | Après 18 heures | Après 18 heures                                                                            |
| Pos. | n°                 | Voiture / Pilotes                                                       | n°             | Voiture / Pilotes                                                                          | n°              | Voiture / Pilotes                                                               | n°              | Voiture / Pilotes                                                                          |
| ---- | ------------------ | ----------------------------------------------------------------------- | -------------- | ------------------------------------------------------------------------------------------ | --------------- | ------------------------------------------------------------------------------- | --------------- | ------------------------------------------------------------------------------------------ |
| 1    | 14                 | Joest Racing Porsche 908/80 (S / +2.0) Joest - Whittington - Niedzwiedz | 11             | Porsche System Porsche 936 (S / +2.0) Ickx - Bell                                          | 11              | Porsche System Porsche 936 (S / +2.0) Ickx - Bell                               | 11              | Porsche System Porsche 936 (S / +2.0) Ickx - Bell                                          |
| 2    | 26                 | Jean Rondeau Oceanic Rondeau M379 (S / +2.0) Pescarolo - Tambay         | 7              | Otis Jean Rondeau Rondeau M379 (GTP / 3.0) Spice - Migault                                 | 12              | Porsche System Porsche 936 (S / +2.0) Mass - Schuppan - Haywood                 | 8               | Jean Rondeau Rondeau M379 (GTP / 3.0) Haran - Schlesser - Streiff                          |
| 3    | 25                 | Calberson Jean Rondeau Rondeau M379 (S / +2.0) Ragnotti - Lafosse       | 12             | Porsche System Porsche 936 (S / +2.0) Mass - Schuppan - Haywood                            | 7               | Otis Jean Rondeau Rondeau M379 (GTP / 3.0) Spice - Migault                      | 7               | Otis Jean Rondeau Rondeau M379 (GTP / 3.0) Spice - Migault                                 |
| 4    | 7                  | Otis Jean Rondeau Rondeau M379 (GTP / 3.0) Spice - Migault              | 49             | NART Ferrari 512BB/LM (IMSA / GTX) Cudini - Gurdjian - Morton                              | 8               | Jean Rondeau Rondeau M379 (GTP / 3.0) Haran - Schlesser - Streiff               | 55              | Claude Bourgoignie / Charles Ivey Racing Porsche 935 K3 (Gr.5) Bourgoignie - Cooper - Wood |
| 5    | 11                 | Porsche System Porsche 936 (S / +2.0) Ickx - Bell                       | 55             | Claude Bourgoignie / Charles Ivey Racing Porsche 935 K3 (Gr.5) Bourgoignie - Cooper - Wood | 47              | Charles Pozzi S.A. Ferrari 512BB/LM (IMSA / GTX) Andruet - Ballot-Léna - Regout | 42              | Cooke-Woods Racing Porsche 935 K3 (IMSA / GTX) Verney - Garretson - Kent-Cooke             |

### Classement final de la course

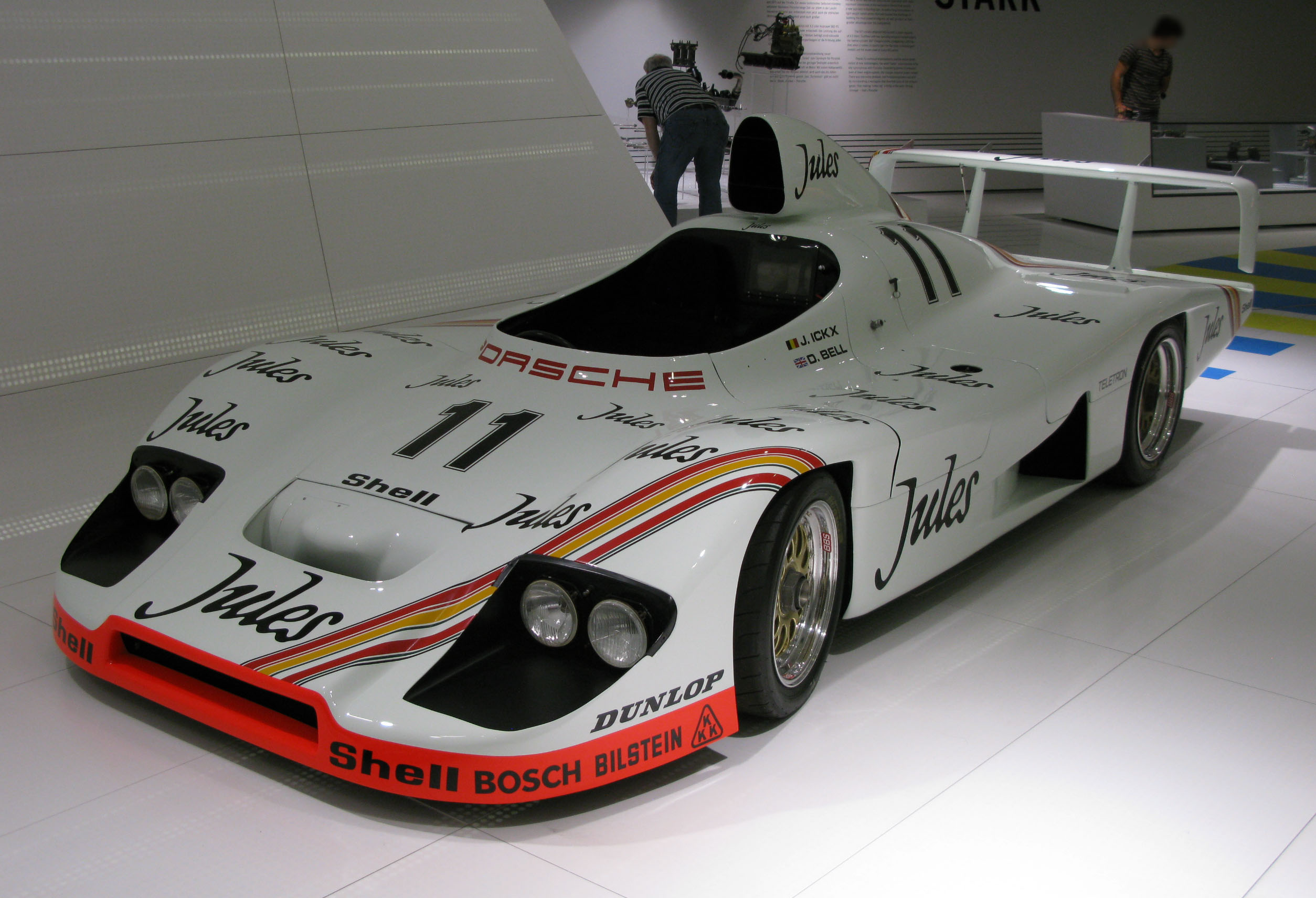
La Porsche 936, victorieuse de l'édition 1981.

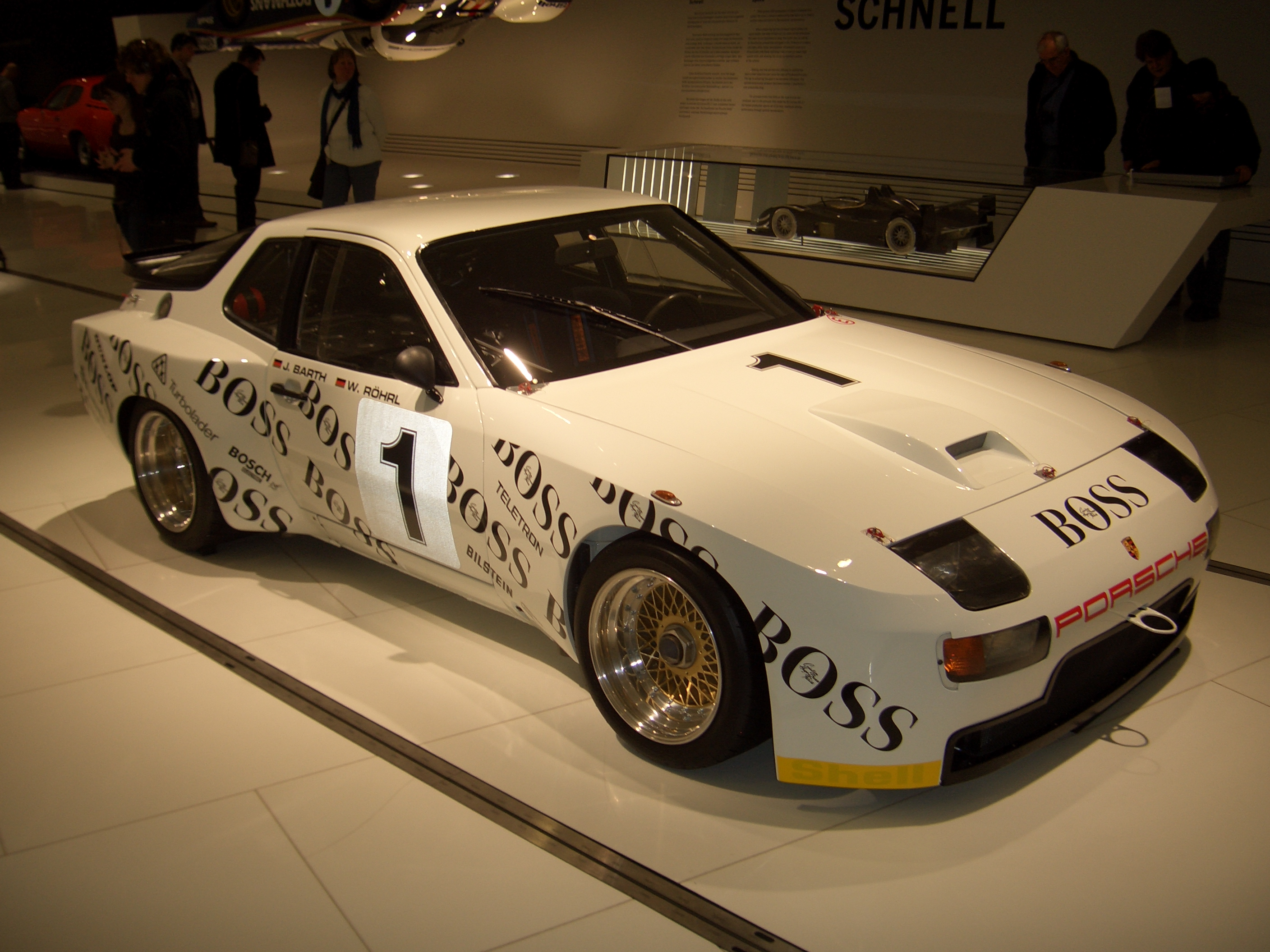
La Porsche 944 LM, victorieuse dans la catégorie GTP +3.0.

Voici le classement officiel au terme des 24 heures de course.
- Les vainqueurs de chaque catégorie sont signalés par un fond jauni.
- Pour la colonne Pneus, il faut passer le curseur au-dessus du modèle pour connaître le manufacturier de pneumatiques.

| Pos.  | Catégorie | N° | Écurie                                    | Pilotes                                                   | Châssis                            | Pneus | Tours |
| Pos.  | Catégorie | N° | Écurie                                    | Pilotes                                                   | Moteur                             | Pneus | Tours |
| ----- | --------- | -- | ----------------------------------------- | --------------------------------------------------------- | ---------------------------------- | ----- | ----- |
| 1     | S +2.0    | 11 | Porsche System                            | Jacky Ickx Derek Bell                                     | Porsche 936                        | D     | 354   |
| 1     | S +2.0    | 11 | Porsche System                            | Jacky Ickx Derek Bell                                     | Porsche Type-935 2.6L Turbo Flat-6 | D     | 354   |
| 2     | GTP 3.0   | 8  | Jean Rondeau                              | Jacky Haran Jean-Louis Schlesser Philippe Streiff         | Rondeau M379                       | G     | 340   |
| 2     | GTP 3.0   | 8  | Jean Rondeau                              | Jacky Haran Jean-Louis Schlesser Philippe Streiff         | Ford Cosworth DFV 3.0L V8          | G     | 340   |
| 3     | GTP 3.0   | 7  | Otis Jean Rondeau                         | Gordon Spice François Migault                             | Rondeau M379                       | G     | 335   |
| 3     | GTP 3.0   | 7  | Otis Jean Rondeau                         | Gordon Spice François Migault                             | Ford Cosworth DFV 3.0L V8          | G     | 335   |
| 4     | Gr.5      | 55 | Claude Bourgoignie Charles Ivey Racing    | Claude Bourgoignie John Cooper Dudley Wood                | Porsche 935 K3                     | D     | 330   |
| 4     | Gr.5      | 55 | Claude Bourgoignie Charles Ivey Racing    | Claude Bourgoignie John Cooper Dudley Wood                | Porsche Type-935 3.1L Turbo Flat-6 | D     | 330   |
| 5     | IMSA GTX  | 47 | Charles Pozzi S.A.                        | Jean-Claude Andruet Claude Ballot-Léna Hervé Regout       | Ferrari 512BB/LM                   | M     | 328   |
| 5     | IMSA GTX  | 47 | Charles Pozzi S.A.                        | Jean-Claude Andruet Claude Ballot-Léna Hervé Regout       | Ferrari 4.9L Flat-12               | M     | 328   |
| 6     | IMSA GTX  | 42 | Cooke-Woods Racing                        | Anne-Charlotte Verney Bob Garretson Ralph Kent-Cooke      | Porsche 935 K3                     | G     | 327   |
| 6     | IMSA GTX  | 42 | Cooke-Woods Racing                        | Anne-Charlotte Verney Bob Garretson Ralph Kent-Cooke      | Porsche Type-935 3.2L Turbo Flat-6 | G     | 327   |
| 7     | GTP +3.0  | 1  | Porsche System                            | Jürgen Barth Walter Röhrl                                 | Porsche 944 LM                     | D     | 323   |
| 7     | GTP +3.0  | 1  | Porsche System                            | Jürgen Barth Walter Röhrl                                 | Porsche 2.5L Turbo I4              | D     | 323   |
| 8     | Gr.5      | 65 | Martini Racing                            | Michele Alboreto Eddie Cheever Carlo Facetti              | Lancia Beta Montecarlo             | P     | 322   |
| 8     | Gr.5      | 65 | Martini Racing                            | Michele Alboreto Eddie Cheever Carlo Facetti              | Lancia 1.4L Turbo I4               | P     | 322   |
| 9     | IMSA GTX  | 46 | Rennod Racing                             | Pierre Dieudonné Jean Xhenceval Jean-Paul Libert (de)     | Ferrari 512BB/LM                   | G     | 320   |
| 9     | IMSA GTX  | 46 | Rennod Racing                             | Pierre Dieudonné Jean Xhenceval Jean-Paul Libert (de)     | Ferrari 4.9L Flat-12               | G     | 320   |
| 10    | Gr.5      | 60 | Vegla Racing Team                         | Dieter Schornstein Harald Grohs Götz von Tschirnhaus      | Porsche 935J                       | D     | 320   |
| 10    | Gr.5      | 60 | Vegla Racing Team                         | Dieter Schornstein Harald Grohs Götz von Tschirnhaus      | Porsche Type-935 3.0L Turbo Flat-6 | D     | 320   |
| 11    | IMSA GTO  | 36 | Porsche System                            | Manfred Schurti Andy Rouse                                | Porsche 924 Carrera GTR            | D     | 315   |
| 11    | IMSA GTO  | 36 | Porsche System                            | Manfred Schurti Andy Rouse                                | Porsche 2.0L Turbo I4              | D     | 315   |
| 12    | S +2.0    | 12 | Porsche System                            | Jochen Mass Vern Schuppan Hurley Haywood                  | Porsche 936                        | D     | 312   |
| 12    | S +2.0    | 12 | Porsche System                            | Jochen Mass Vern Schuppan Hurley Haywood                  | Porsche Type-935 2.6L Turbo Flat-6 | D     | 312   |
| 13    | GTP +3.0  | 4  | WM A.E.R.E.M.                             | Denis Morin Charles Mendez (de) Xavier Mathiot            | WM P79/80                          | M     | 307   |
| 13    | GTP +3.0  | 4  | WM A.E.R.E.M.                             | Denis Morin Charles Mendez (de) Xavier Mathiot            | Peugeot PRV 2.7L Turbo V6          | M     | 307   |
| 14    | Gr.5      | 68 | Jolly Club                                | Martino Finotto Giorgio Pianta Giorgio Schön              | Lancia Beta Montecarlo             | P     | 292   |
| 14    | Gr.5      | 68 | Jolly Club                                | Martino Finotto Giorgio Pianta Giorgio Schön              | Lancia 1.4L Turbo I4               | P     | 292   |
| 15    | S +2.0    | 18 | Team Lola                                 | Emilio de Villota Guy Edwards Juan Fernández              | Lola T600                          | G     | 287   |
| 15    | S +2.0    | 18 | Team Lola                                 | Emilio de Villota Guy Edwards Juan Fernández              | Ford Cosworth DFL 3.3L V8          | G     | 287   |
| 16    | Gr.5      | 51 | BMW Italia BMW France                     | Philippe Alliot Bernard Darniche Johnny Cecotto           | BMW M1 Gr.5                        | D     | 277   |
| 16    | Gr.5      | 51 | BMW Italia BMW France                     | Philippe Alliot Bernard Darniche Johnny Cecotto           | BMW M88 3.5L I6                    | D     | 277   |
| 17    | GT        | 70 | Thierry Perrier                           | Thierry Perrier Valentin Bertapelle Bernard Salam         | Porsche 934                        | M     | 274   |
| 17    | GT        | 70 | Thierry Perrier                           | Thierry Perrier Valentin Bertapelle Bernard Salam         | Porsche 2.9L Turbo Flat-6          | M     | 274   |
| 18    | S 2.0     | 31 | Jean-Philippe Grand                       | Jean-Philippe Grand Yves Courage                          | Lola T298                          | G     | 272   |
| 18    | S 2.0     | 31 | Jean-Philippe Grand                       | Jean-Philippe Grand Yves Courage                          | BMW 2.0L I4                        | G     | 272   |
| N. c. | S 2.0     | 33 | Compagnie Primagaz                        | Pierre Yver Michel Dubois Jacques Heuclin                 | Lola T298                          | G     | 203   |
| N. c. | S 2.0     | 33 | Compagnie Primagaz                        | Pierre Yver Michel Dubois Jacques Heuclin                 | BMW 2.0L I4                        | G     | 203   |
| N. c. | S 2.0     | 32 | Écurie Renard-Delmas                      | Louis Descartes Hervé Bayard                              | Renard-Delmas D1                   | G     | 187   |
| N. c. | S 2.0     | 32 | Écurie Renard-Delmas                      | Louis Descartes Hervé Bayard                              | ROC-Simca 2.0L I4                  | G     | 187   |
| Abd.  | IMSA GTX  | 43 | Bob Akin Motor Racing                     | Bob Akin Paul Miller (de) Craig Siebert (de)              | Porsche 935 K3                     | G     | 320   |
| Abd.  | IMSA GTX  | 43 | Bob Akin Motor Racing                     | Bob Akin Paul Miller (de) Craig Siebert (de)              | Porsche Type-935 3.0L Turbo Flat-6 | G     | 320   |
| Abd.  | Gr.5      | 57 | Claude Haldi Charles Ivey Racing          | Claude Haldi Mark Thatcher Hervé Poulain                  | Porsche 935                        | D     | 260   |
| Abd.  | Gr.5      | 57 | Claude Haldi Charles Ivey Racing          | Claude Haldi Mark Thatcher Hervé Poulain                  | Porsche Type-935 3.0L Turbo Flat-6 | D     | 260   |
| Abd.  | IMSA GTX  | 49 | NART                                      | Alain Cudini Philippe Gurdjian John Morton                | Ferrari 512BB/LM                   | M     | 247   |
| Abd.  | IMSA GTX  | 49 | NART                                      | Alain Cudini Philippe Gurdjian John Morton                | Ferrari 4.9L Flat-12               | M     | 247   |
| Abd.  | Gr.5      | 53 | EMKA Productions Limited                  | David Hobbs Eddie Jordan Steve O'Rourke                   | BMW M1 Gr.5                        | D     | 236   |
| Abd.  | Gr.5      | 53 | EMKA Productions Limited                  | David Hobbs Eddie Jordan Steve O'Rourke                   | BMW M88 3.5L I6                    | D     | 236   |
| Abd.  | GT        | 72 | BMW Zol'Auto                              | Jean-François Rousselot François Sérvanin Laurent Ferrier | BMW M1                             | D     | 212   |
| Abd.  | GT        | 72 | BMW Zol'Auto                              | Jean-François Rousselot François Sérvanin Laurent Ferrier | BMW M88 3.5L I6                    | D     | 212   |
| Abd.  | S +2.0    | 20 | Alain de Cadenet Belga                    | Alain de Cadenet Jean-Michel Martin Philippe Martin       | De Cadenet-Lola LM                 | D     | 210   |
| Abd.  | S +2.0    | 20 | Alain de Cadenet Belga                    | Alain de Cadenet Jean-Michel Martin Philippe Martin       | Ford Cosworth DFV 3.0L V8          | D     | 210   |
| Abd.  | Gr.5      | 52 | Würth-Lubrifilm Team Sauber               | Dieter Quester Marc Surer David Deacon                    | BMW M1 Gr.5                        | D     | 207   |
| Abd.  | Gr.5      | 52 | Würth-Lubrifilm Team Sauber               | Dieter Quester Marc Surer David Deacon                    | BMW M88 3.5L I6                    | D     | 207   |
| Abd.  | Gr.5      | 66 | Martini Racing                            | Riccardo Patrese Hans Heyer Piercarlo Ghinzani            | Lancia Beta Montecarlo             | P     | 186   |
| Abd.  | Gr.5      | 66 | Martini Racing                            | Riccardo Patrese Hans Heyer Piercarlo Ghinzani            | Lancia 1.4L Turbo I4               | P     | 186   |
| Abd.  | S +2.0    | 21 | Alain de Cadenet Dorset Racing Associates | Martin Birrane (en) Nick Faure (en) Vivian Candy          | De Cadenet-Lola LM                 | D     | 171   |
| Abd.  | S +2.0    | 21 | Alain de Cadenet Dorset Racing Associates | Martin Birrane (en) Nick Faure (en) Vivian Candy          | Ford Cosworth DFV 3.0L V8          | D     | 171   |
| Abd.  | S +2.0    | 23 | Dome Co. Ltd.                             | Chris Craft Bob Evans                                     | Dome RL80                          | D     | 154   |
| Abd.  | S +2.0    | 23 | Dome Co. Ltd.                             | Chris Craft Bob Evans                                     | Ford Cosworth DFV 3.0L V8          | D     | 154   |
| Abd.  | IMSA GTX  | 40 | Joest Racing                              | Mauricio de Narváez Kenper Miller Günther Steckkönig      | Porsche 935J                       | D     | 152   |
| Abd.  | IMSA GTX  | 40 | Joest Racing                              | Mauricio de Narváez Kenper Miller Günther Steckkönig      | Porsche Type-935 2.8L Turbo Flat-6 | D     | 152   |
| Abd.  | IMSA GTX  | 48 | Simon Phillips                            | Simon Phillips Mike Salmon Steve Earle                    | Ferrari 512BB/LM                   | M     | 140   |
| Abd.  | IMSA GTX  | 48 | Simon Phillips                            | Simon Phillips Mike Salmon Steve Earle                    | Ferrari 4.9L Flat-12               | M     | 140   |
| Abd.  | IMSA GTX  | 45 | Scuderia Supercar Bellancauto SRL         | Fabrizio Violati Maurizio Flammini Duilio Truffo          | Ferrari 512BB/LM                   | M     | 118   |
| Abd.  | IMSA GTX  | 45 | Scuderia Supercar Bellancauto SRL         | Fabrizio Violati Maurizio Flammini Duilio Truffo          | Ferrari 4.9L Flat-12               | M     | 118   |
| Abd.  | S +2.0    | 22 | André Chevalley Racing                    | Patrick Gaillard André Chevalley Bruno Sotty              | ACR 80B                            | G     | 114   |
| Abd.  | S +2.0    | 22 | André Chevalley Racing                    | Patrick Gaillard André Chevalley Bruno Sotty              | Ford Cosworth DFV 3.0L V8          | G     | 114   |
| Abd.  | IMSA GTO  | 37 | Mazdaspeed Co. Ltd.                       | Tetsu Ikuzawa Tom Walkinshaw Peter Lovett                 | Mazda RX-7                         | D     | 107   |
| Abd.  | IMSA GTO  | 37 | Mazdaspeed Co. Ltd.                       | Tetsu Ikuzawa Tom Walkinshaw Peter Lovett                 | Mazda 13B 1.3L 2-Rotor             | D     | 107   |
| Abd.  | S 2.0     | 30 | Jean-Marie Lemerle                        | Jean-Marie Lemerle (de) Max Cohen-Olivar Alain Levié (de) | Lola T298                          | G     | 104   |
| Abd.  | S 2.0     | 30 | Jean-Marie Lemerle                        | Jean-Marie Lemerle (de) Max Cohen-Olivar Alain Levié (de) | BMW 2.0L I4                        | G     | 104   |
| Abd.  | S +2.0    | 27 | Ian Bracey                                | Tiff Needell Tony Trimmer                                 | IBEC P6 (Hesketh 308LM)            | D     | 95    |
| Abd.  | S +2.0    | 27 | Ian Bracey                                | Tiff Needell Tony Trimmer                                 | Ford Cosworth DFV 3.0L V8          | D     | 95    |
| Abd.  | S +2.0    | 10 | Porsche Kremer Racing                     | Bob Wollek Xavier Lapeyre Guy Chasseuil                   | Porsche 917K/81                    | D     | 82    |
| Abd.  | S +2.0    | 10 | Porsche Kremer Racing                     | Bob Wollek Xavier Lapeyre Guy Chasseuil                   | Porsche 4.9L Flat-12               | D     | 82    |
| Abd.  | S +2.0    | 14 | Joest Racing                              | Reinhold Joest Dale Whittington (en) Klaus Niedzwiedz     | Porsche 908/80                     | D     | 80    |
| Abd.  | S +2.0    | 14 | Joest Racing                              | Reinhold Joest Dale Whittington (en) Klaus Niedzwiedz     | Porsche 2.1L Turbo Flat-6          | D     | 80    |
| Abd.  | S +2.0    | 24 | Otis Jean Rondeau                         | Jean Rondeau Jean-Pierre Jaussaud                         | Rondeau M379                       | G     | 58    |
| Abd.  | S +2.0    | 24 | Otis Jean Rondeau                         | Jean Rondeau Jean-Pierre Jaussaud                         | Ford Cosworth DFL 3.3L V8          | G     | 58    |
| Abd.  | Gr.5      | 59 | Porsche Kremer Racing                     | Ted Field Bill Whittington Don Whittington                | Porsche 935 K3                     | G     | 57    |
| Abd.  | Gr.5      | 59 | Porsche Kremer Racing                     | Ted Field Bill Whittington Don Whittington                | Porsche Type-935 3.2L Turbo Flat-6 | G     | 57    |
| Abd.  | IMSA GTX  | 50 | BASF Cassetten Team GS Sport              | Hans-Joachim Stuck Jean-Pierre Jarier Helmut Henzler      | BMW M1 Gr.5                        | D     | 57    |
| Abd.  | IMSA GTX  | 50 | BASF Cassetten Team GS Sport              | Hans-Joachim Stuck Jean-Pierre Jarier Helmut Henzler      | BMW M88 3.5L I6                    | D     | 57    |
| Abd.  | C         | 83 | WM A.E.R.E.M.                             | Jean-Daniel Raulet Max Mamers                             | WM P81                             | M     | 50    |
| Abd.  | C         | 83 | WM A.E.R.E.M.                             | Jean-Daniel Raulet Max Mamers                             | Peugeot PRV 2.7L Turbo V6          | M     | 50    |
| Abd.  | Gr.5      | 69 | Tuff-Kote Dinol Racing                    | Jan Lundgårdh Axel Plankenhorn (de) Mike Wilds            | Porsche 935 L1 « Baby »            | D     | 49    |
| Abd.  | Gr.5      | 69 | Tuff-Kote Dinol Racing                    | Jan Lundgårdh Axel Plankenhorn (de) Mike Wilds            | Porsche 1.4L Turbo Flat-6          | D     | 49    |
| Abd.  | GT        | 71 | Helmut Marko RSM                          | Christian Danner Peter Oberndofer Léopold de Bavière      | BMW M1                             | D     | 49    |
| Abd.  | GT        | 71 | Helmut Marko RSM                          | Christian Danner Peter Oberndofer Léopold de Bavière      | BMW M88 3.5L I6                    | D     | 49    |
| Abd.  | Gr.5      | 61 | Weralit Racing Team                       | Edgar Dören Jürgen Lässig Gerhard Holup                   | Porsche 935 K3                     | D     | 48    |
| Abd.  | Gr.5      | 61 | Weralit Racing Team                       | Edgar Dören Jürgen Lässig Gerhard Holup                   | Porsche Type-935 3.0L Turbo Flat-6 | D     | 48    |
| Abd.  | Gr.5      | 67 | Martini Racing                            | Beppe Gabbiani Emanuele Pirro                             | Lancia Beta Montecarlo             | P     | 47    |
| Abd.  | Gr.5      | 67 | Martini Racing                            | Beppe Gabbiani Emanuele Pirro                             | Lancia 1.4L Turbo I4               | P     | 47    |
| Abd.  | GTP +3.0  | 5  | WM A.E.R.E.M.                             | Guy Fréquelin Roger Dorchy Xavier Mathiot                 | WM P79/80                          | M     | 46    |
| Abd.  | GTP +3.0  | 5  | WM A.E.R.E.M.                             | Guy Fréquelin Roger Dorchy Xavier Mathiot                 | Peugeot PRV 2.7L Turbo V6          | M     | 46    |
| Abd.  | IMSA GTX  | 41 | Preston Henn Racing                       | Preston Henn Michael Chandler Marcel Mignot               | Porsche 935 K3                     | D     | 45    |
| Abd.  | IMSA GTX  | 41 | Preston Henn Racing                       | Preston Henn Michael Chandler Marcel Mignot               | Porsche Type-935 3.0L Turbo Flat-6 | D     | 45    |
| Abd.  | S +2.0    | 26 | Jean Rondeau Oceanic                      | Henri Pescarolo Patrick Tambay                            | Rondeau M379                       | G     | 41    |
| Abd.  | S +2.0    | 26 | Jean Rondeau Oceanic                      | Henri Pescarolo Patrick Tambay                            | Ford Cosworth DFL 3.3L V8          | G     | 41    |
| Abd.  | GT        | 73 | Eminence Racing Team                      | Jean-Marie Alméras Jacques Alméras                        | Porsche 924 Carrera GTR            | M     | 30    |
| Abd.  | GT        | 73 | Eminence Racing Team                      | Jean-Marie Alméras Jacques Alméras                        | Porsche 2.0L Turbo I4              | M     | 30    |
| Abd.  | S +2.0    | 25 | Calberson Jean Rondeau                    | Jean Ragnotti Jean-Louis Lafosse                          | Rondeau M379                       | G     | 28    |
| Abd.  | S +2.0    | 25 | Calberson Jean Rondeau                    | Jean Ragnotti Jean-Louis Lafosse                          | Ford Cosworth DFV 3.0L V8          | G     | 28    |
| Abd.  | IMSA GTO  | 38 | Mazdaspeed Co. Ltd.                       | Yojiro Terada Hiroshi Fushida Win Percy                   | Mazda RX-7                         | D     | 25    |
| Abd.  | IMSA GTO  | 38 | Mazdaspeed Co. Ltd.                       | Yojiro Terada Hiroshi Fushida Win Percy                   | Mazda 13B 1.3L 2-Rotor             | D     | 25    |
| Abd.  | C         | 82 | WM A.E.R.E.M.                             | Thierry Boutsen Serge Saulnier Michel Pignard             | WM P81                             | M     | 15    |
| Abd.  | C         | 82 | WM A.E.R.E.M.                             | Thierry Boutsen Serge Saulnier Michel Pignard             | Peugeot PRV 2.7L Turbo V6          | M     | 15    |
| Abd.  | IMSA GTO  | 35 | Stratagraph Inc.                          | Cale Yarborough Billy Hagan Bill Cooper                   | Chevrolet Camaro                   | G     | 13    |
| Abd.  | IMSA GTO  | 35 | Stratagraph Inc.                          | Cale Yarborough Billy Hagan Bill Cooper                   | Chevrolet 6.4L V8                  | G     | 13    |

Détail :
- La no 33 Lola T286 et la no 32 Renard Delmas D31 n'ont pas été classées pour distance parcourue insuffisante (moins de 70 % de la distance parcourue par le 1er de l'épreuve).

## Pole position et record du tour
- Pole position : Jacky Ickx sur no 11 Porsche 936/81 T - Porsche System en 3 min 29 s 44 (234,213 km/h)
- Meilleur tour en course : Hurley Haywood sur no 12 Porsche 936/81 T - Porsche System en 3 min 34 s 0 (229,222 km/h)

## Leaders par heure
Voitures figurant en tête de l'épreuve à la fin de chaque heure de course :
| n° | Voiture        | Écurie         | Pilotes                                          | Heures   | Total     |
| -- | -------------- | -------------- | ------------------------------------------------ | -------- | --------- |
| 14 | Porsche 908/80 | Joest Racing   | Reinhold Joest Dale Whittington Klaus Niedzwiedz | 1re à 2e | 2 heures  |
| 59 | Porsche 935 K3 | Kremer Racing  | Ted Field Bill Whittington Don Whittington       | 3e       | 1 heure   |
| 11 | Porsche 936    | Porsche System | Jacky Ickx Derek Bell                            | 4e à 24e | 21 heures |

## À noter
- Longueur du circuit : 13,626 km
- Distance parcourue : 4 825,350 km
- Vitesse moyenne : 201,056 km/h
- Écart avec le 2e : 181,025 km
- 170 000 spectateurs